# اتوبوس گمشده
اتوبوس گمشده (انگلیسی: The Lost Bus) یک فیلم درام بقای آمریکایی است که توسط پل گرینگرس کارگردانی شده و فیلم‌نامهٔ آن را نیز با همکاری برد اینگلزبی نوشته است. این فیلم بر اساس کتاب بهشت: تلاش یک شهر برای بقا در برابر آتش‌سوزی جنگل آمریکایی نوشتهٔ لیزی جانسون، منتشرشده در سال ۲۰۲۱، ساخته شده است. در این فیلم متیو مک‌کانهی، آمریکا فررا، یول وازکوئز و اشلی اتکینسن ایفای نقش کردند.
این فیلم قرار است برای نخستین بار در جشنواره بین‌المللی فیلم تورنتو ۲۰۲۵ در اوایل سپتامبر همان سال به نمایش درآید.

## داستان
یک رانندهٔ اتوبوس باید در میان کمپ فایر ۲۰۱۸، مرگ‌بارترین آتش‌سوزی جنگل تاریخ کالیفرنیا، اتوبوسی حامل کودکان و معلم آن‌ها را به منطقه‌ای امن هدایت کند.

## بازیگران
- متیو مک‌کانهی در نقش کوین مک‌کی، رانندهٔ اتوبوس
- آمریکا فررا در نقش مری لودویگ، معلم مدرسه
- یول وازکوئز در نقش ری مارتینز
- اشلی اتکینسن در نقش روبی
- اسپنسر واتسون در نقش هاپکینز
- دنی مک‌کارتی در نقش مک‌کنزی

## تولید
در ژوئن ۲۰۲۲ اعلام شد که جیمی لی کرتیس از کامت فیلمز و جیسون بلام از بلوم‌هاوس پروداکشنز در حال توسعهٔ این فیلم به‌عنوان تهیه‌کننده هستند. این پروژه اقتباسی از کتاب بهشت: تلاش یک شهر برای بقا در برابر آتش‌سوزی جنگل آمریکایی نوشتهٔ لیزی جانسون است. در ژانویه ۲۰۲۴، حضور پل گرینگرس به‌عنوان کارگردان قطعی شد، متیو مک‌کانهی برای ایفای نقش اصلی انتخاب شد و شرکت اپل نیز وارد مذاکره برای توزیع فیلم شد. در فوریه ۲۰۲۴، آمریکا فررا به گروه بازیگران فیلم پیوست و همچنین تأیید شد که اپل مسئولیت پخش فیلم را بر عهده خواهد داشت. در مه ۲۰۲۴، یول وازکوئز، اشلی اتکینسن و اسپنسر واتسون نیز به جمع بازیگران پیوستند.

### فیلم‌برداری
فیلم‌برداری اصلی در ۱ آوریل ۲۰۲۴ در رویدوسو، نیومکزیکو آغاز شد.

## انتشار
اتوبوس گمشده قرار است برای نخستین بار در جشنواره بین‌المللی فیلم تورنتو ۲۰۲۵ که در اوایل سپتامبر ۲۰۲۵ برگزار می‌شود، به نمایش درآید. اکران محدود فیلم از ۱۹ سپتامبر ۲۰۲۵ در برخی سالن‌های سینما آغاز خواهد شد و پس از آن، در ۳ اکتبر ۲۰۲۵ از طریق سرویس اپل تی‌وی پلاس منتشر می‌شود.